# 李炳照 (足球員)
李炳照（英語：Lee Ping Chiu，?年—?年），是一名已退役香港足球運動員和足球教練，活躍於1950至1960年代，司職中堅。李炳照有「大米斗」之稱號。

## 簡歷
1946年，原註冊為星島球員的李被揭發化名「李斗」為東方出賽，被足球總會判罰停賽兩周。1947年，李炳照加入傑志，首季即為球會奪得聯賽冠軍，初期的他踢輔鋒或中衛，後改踢中堅。李炳照的足球生涯在該兩支球隊輪轉。1960年代初，李炳照開始進修教練課程，並先後為五一七和東方進行組軍工作。
足球以外，李炳照是水務局一名公務員，於加路連山道政府車房工作，亦曾與球圈好友開設餐廳。

## 國際賽生涯
李炳照曾代表香港足球代表隊出席多項洲際比賽。1954年，李炳照代表香港出戰馬尼拉亞運會足球賽。1956年，代表香港隊以東道主身份出戰首屆亞洲盃足球賽。1958年，代表香港出戰東京亞運會足球賽。